# 윌로우 (1988년 영화)
《윌로우》(영어: Willow)는 1988년 개봉한 미국의 하이 판타지 영화이다. 론 하워드가 감독을 맡았다.

## 출연

### 주연
- 발 킬머
- 조앤 웨일리
- 워윅 데이비스

### 조연
- 패트리샤 하에스
- 가번 오헐리히
- 필 폰다카로
- 팻 로치
- 릭 오버튼
- 케빈 폴락

## 기타
- 협력프로듀서: 조 존스톤
- 미술: 알랜 캐머런
- 특수효과: 데니스 뮤렌
- 특수효과: 필 티페트
- 의상: 바바라 레인